# CDNF
CDNF (англ. Cerebral dopamine neurotrophic factor) – білок, який кодується однойменним геном, розташованим у людей на короткому плечі 10-ї хромосоми. Довжина поліпептидного ланцюга білка становить 187 амінокислот, а молекулярна маса — 20 969.5.
| 10         |  | 20         |  | 30         |  | 40         |  | 50         |
| ---------- |  | ---------- |  | ---------- |  | ---------- |  | ---------- |
| MWCASPVAVV |  | AFCAGLLVSH |  | PVLTQGQEAG |  | GRPGADCEVC |  | KEFLNRFYKS |
| LIDRGVNFSL |  | DTIEKELISF |  | CLDTKGKENR |  | LCYYLGATKD |  | AATKILSEVT |
| RPMSVHMPAM |  | KICEKLKKLD |  | SQICELKYEK |  | TLDLASVDLR |  | KMRVAELKQI |
| LHSWGEECRA |  | CAEKTDYVNL |  | IQELAPKYAA |  | THPKTEL    |  |            |

A: Аланін

C: Цистеїн

D: Аспарагінова кислота

E: Глутамінова кислота

F: Фенілаланін

G: Гліцин

H: Гістидин

I: Ізолейцин

K: Лізин

L: Лейцин

M: Метіонін

N: Аспарагін

P: Пролін

Q: Глутамін

R: Аргінін

S: Серин

T: Треонін

V: Валін

W: Триптофан

Кодований геном білок за функцією належить до факторів росту. 
Задіяний у такому біологічному процесі, як альтернативний сплайсинг. 
Секретований назовні.